# Herbizidresistente Unkräuter
Herbizidresistente Unkräuter oder Superunkräuter sind in der Feldwirtschaft Unkräuter, die unerwünscht die Nutzpflanzen auf landwirtschaftlichen Anbauflächen (Kulturformationen) begleiten und dabei Resistenzen gegen Herbizide entwickelt haben. Der Begriff stellt weniger darauf ab, dass manche Pflanzenarten natürlicherweise eine Toleranz gegen bestimmte Herbizide besitzen. Im englischen Sprachraum wird dafür der Begriff Superweeds verwendet. 

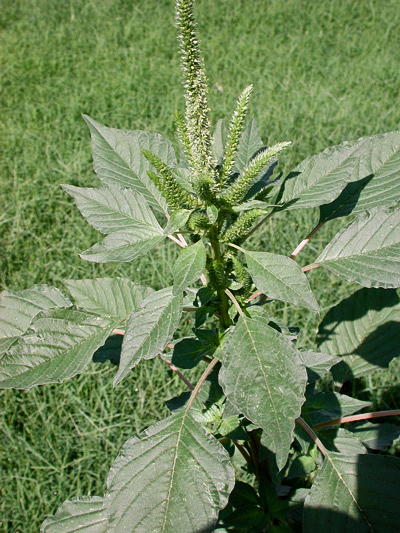
Amaranthus palmeri; die Pflanze gehört zu den bekanntesten herbizidresistenten Unkräutern und hat eine Glyphosatresistenz entwickelt

Zu den Beobachtungen zählt die entwickelte Resistenz gegen das weltweit häufig verwendete Breitbandherbizid Glyphosat, welches ursprünglich unter dem Markennamen Roundup vom Konzern Monsanto ab 1974 auf den Markt gebracht wurde. Es kommt auch bei gentechnisch verändertem Mais, Soja, Baumwolle und anderen Arten zur Anwendung, welche durch Grüne Gentechnik unempfindlich gegen dieses Herbizid sind.
Zu den bekannteren Problemen zählt das bis zu 3 m große pigweed (Amaranthus palmeri) auf Baumwollkulturen.
In der Datenbank des Projekts International Survey of Herbicide Resistant Weeds waren bis Mitte 2014 432 unterschiedliche Resistenz-Typen erfasst. Von diesen 432 Typen finden sich 145 in den Vereinigten Staaten. Zu den stärker betroffenen Staaten zählen ferner Australien und Kanada. Insgesamt sind 65 Staaten mit Problemen erfasst. Auch in Deutschland tritt dieses Phänomen auf. Betroffen sind 22 von insgesamt etwa 28 bekannten Wirkstoffen/Wirkungsmechanismen, die die Basis von über 150 verschiedenen zugelassenen Herbiziden sind. Sie treten auf den Feldern von 82 Nutzpflanzenarten auf.
In der Schweiz am stärksten betroffen sind die Kantone Genf, Waadt, Bern und Schaffhausen. Die landwirtschaftliche Forschungsanstalt Agroscope verzeichnet bei vier Gräsern und Unkräutern Resistenzen gegen verschiedenste Herbizide. Am meisten Probleme bereitet das Acker-Fuchsschwanzgras.